# La regina del flow
La regina del flow (titolo originale La reina del flow) è una telenovela colombiana formata da due stagioni (la prima di 82 puntate e la seconda da 90) prodotta da Teleset e Sony Pictures per Caracol Televisión e Netflix nel 2018. I protagonisti sono Carolina Ramirez, Andrés Sandoval e Carlos Torres, con la partecipazione di Lucho Velasco nel ruolo di antagonista principale.
La telenovela è andata in onda in Colombia su Caracol Televisión dal 12 giugno al 9 novembre 2018, mentre in Italia è disponibile sulla piattaforma on demand Netflix. Il 28 luglio 2019 è stata confermata la produzione di una seconda stagione per il 2020. La seconda stagione della serie è disponibile sulla piattaforma Netflix Italia dal 17 novembre 2021.

## Trama
Anno 2001. Yeimy Montoya è una ragazza di 17 anni con uno straordinario talento per il Flow. Yemy riesce a comporre splendide rime a ritmo di musica, che appunta quotidianamente su un quaderno. La ragazza è affascinata da Carlos Cruz, che si fa chiamare artisticamente "Charly Flow". Purtroppo Yeimy finisce in carcere a seguito dell'omicidio dei suoi genitori avvenuto per mano di Duver Cruz, soprannominato "Manín", a capo della locale malavita e zio di Charly. Proprio a seguito dell'incarcerazione di Yeimy il ragazzo entra in possesso del suo quaderno, grazie al quale costruisce la sua fortunatissima carriera di cantante, senza mai rivelare che i suoi brani musicali, che spopolano tra i giovanissimi, sono in realtà opera di Yeimy. La ragazza, dal canto suo, rinchiusa in carcere, aspetta solo di essere liberata per vendicarsi di Charly e prendersi ciò che le spetta.
Anno 2018. Dopo diciassette anni di carcere, Yeimy giunge ad un accordo con le autorità e le viene concessa la scarcerazione. Manín però, che ora gestisce un fiorente impero di narcotraffico, paga una carcerata per avvelenare Yeimy. La donna  miracolosamente si salva, ma la polizia le propone di comunicare ufficialmente la sua morte e di farle avere una falsa identità per potersi avvicinare a Charly e smascherare i traffici di suo zio. La donna, che non aspetta altra occasione per potersi vendicare dei due, accetta ed assume la falsa identità di Tamy Andrade, una sexy produttrice musicale. Ora la sua vendetta è pronta, ma sono tante sfide che attendono il suo cammino, prima tra tutte la forte attrazione per Charly che Yeimy si porta dietro fin da adolescente.